# 마이아 와인트라우브
마이아 메이 와인트라우브(영어: Maia Mei Weintraub, 2002년 10월 24일~)는 미국의 펜싱 선수로 주 종목은 플뢰레이다. 2024년 하계 올림픽 여자 플뢰레 단체전에서 금메달을 획득했으며 세계 선수권 대회에서 은메달 1개(2022)를 획득했다.